# Вифстранд, Найма
Найма́ Вифстранд (швед. Siri Naima Matilda Wifstrand; 4 сентября 1890, Стокгольм — 23 октября 1968, там же) — шведская актриса оперетты, театра и кино, режиссёр, композитор.

## Биография
Росла без отца, помогала матери, работая в лавочке швейной фурнитуры. Актёрскому искусства не училась. В 1905 года стала членом передвижной театральной компании Анны Лундберг. Играла в различных городах, в том числе — в Хельсинки и Стокгольме, но не думала об актёрской карьере, а мечтала петь в оперетте. Изучала музыку и вокал в Шведской Королевской Академии музыки, в 1910 году отправилась в Лондон, где брала уроки у знаменитого тенора Раймунда фон цур Мюлена. По возвращении стала одной из ведущих солисток шведской оперетты, имела успех в опереттах И. Кальмана и Ф. Легара. Пела на сцене стокгольмского Oscarsteatern (1913—1918), выступала в турне по Швеции и другим скандинавским странам. В 1920-е годы пела в основном на сценах Стокгольма и Копенгагена. В 1927 году дебютировала в кино.
Многие годы жила в Лондоне, где выступала с песнями под гитару, в том числе — на Британском телевидении 1930-х годов.
В 1937 году была приглашена на роль матушки Пичем в «Трёхгрошовой опере» Брехта, поставленной в стокгольмском Riksteatern Пером Линдбергом. Постановка и роль имели огромный успех. Переехав в Швецию, Брехт писал «Мамашу Кураж» специально для Наймы Вифстранд, но она так и не сыграла в этой пьесе. Актриса всячески помогала Брехту в Швеции.
В 1940-х Вифстранд думала уйти со сцены и посвятить себя режиссуре. В 1944—1946 годах она осуществила ряд постановок в Королевской опере Швеции. Однако неожиданный (в том числе, для самой актрисы) успех в нескольких киноролях сделал её чрезвычайно популярной у молодого поколения шведских режиссёров театра и кино, начавших наперебой предлагать ей роли в спектаклях и фильмах. Одним из них стал Ингмар Бергман. Вифстранд работала в труппе Бергмана в Городском театре Мальмё (1954—1961) и на протяжении 20 лет снималась в бергмановских фильмах. На сцене в постановке Бергмана ею были сыграны роли в пьесах Островского, Ибсена, Стриндберга, Гофмансталя, Ануя, Яльмара Бергмана и других.
В 1962—1963 годах Вифстранд работала в Стокгольмском городском театре, с 1964 года — в Городском театре Гётеборга.
В целом актриса сыграла более чем в 60 кинолентах.

## Избранная фильмография
- 1943 — Улица Королевы / Kungsgatan (Ёста Седерлунд)
- 1944 — Девичья фамилия / En dotter född (Ёста Седерлунд)
- 1945 — Девочки и порт / Flickor i hamn (Оке Оберг)
- 1945 — Sten Stensson kommer till stan (Рагнар Фриск)
- 1946 — Милая Аугуста / Stiliga Augusta (Элуф Арле)
- 1946 — Вечер в Юргордене / Djurgårdskvällar (Рольф Хусберг)
- 1947 — Люди из долины Симлонг / Folket i Simlångsdalen (Оке Оберг)
- 1947 — Две женщины / Två kvinnor (Арнольд Шёстранд)
- 1947 — Гость приехал / Det kom en gäst (Арне Маттсон)
- 1948 — Ådalens poesi (Ивар Юханссон)
- 1948 — Музыка в темноте / Musik i mörker (Ингмар Бергман)
- 1948 — Hammarforsens brus (Рагнар Фриск)
- 1949 — Singoalla (Кристиан-Жак)
- 1949 — Жажда / Törst (Ингмар Бергман)
- 1949 — Hin och smålänningen (Ивар Юханссон)
- 1950 — Fästmö uthyres (Густав Муландер)
- 1952 — Säg det med blommor (Ларс-Эрик Челльгрен)
- 1952 — Женщины ждут / Kvinnors väntan (Ингмар Бергман)
- 1952 — Ради моей невоздержанной юности / För min heta ungdoms skull (Арне Маттсон)
- 1955 — Женские грёзы / Kvinnodröm (Ингмар Бергман)
- 1955 — Улыбки летней ночи / Sommarnattens leende (Ингмар Бергман)
- 1956 — Колдунья / La Sorcière (Андре Мишель)
- 1956 — Flickan i frack (Арне Матссон)
- 1957 — Мистер Слиман приехал / Herr Sleeman kommer (Ингмар Бергман)
- 1957 — Земляничная поляна / Smultronstället (Ингмар Бергман)
- 1958 — Лицо / Ansiktet (Ингмар Бергман)
- 1960 — Судья / Domaren (Альф Шёберг)
- 1962 — Путешествие Нильса Хольгерссона с дикими гусями / Nils Holgerssons underbara resa (Кенне Фант)
- 1966 — Ночные забавы / Nattlek (Май Сеттерлинг, по собственному роману)
- 1967 — Час волка / Vargtimmen (Ингмар Бергман)